# Vlag van Jerevan

Vlag van Jerevan (Ratio 1:2)

De vlag van Jerevan is sinds 27 september 2004 erkend en toont het wapen van Jerevan dat omringd wordt door twaalf rode driehoekjes. Deze figuren staan voor de twaalf historische hoofdsteden die Armenië gekend heeft. De witte achtergrond symboliseert helderheid en puurheid.
De co-ontwerpers van de vlag, Karapet Abrahamyan en Karapet Pashyan, hebben de kleuren van de Armeense vlag erin verwerkt.